# Stazione di Aosta
Stazione di Aosta vasútállomás Olaszországban, Valle d’Aosta régióban, Aosta településen.

## Vasútvonalak
Az állomást az alábbi vasútvonalak érintik:
- Chivasso-Ivrea-Aosta-vasútvonal

## Kapcsolódó állomások
A vasútállomáshoz az alábbi állomások vannak a legközelebb: 
- Stazione di Aosta Istituto
- Quart-Villefranche